# Thiania subserena
Thiania subserena är en spindelart som beskrevs av Simon 1901. Thiania subserena ingår i släktet Thiania och familjen hoppspindlar. Inga underarter finns listade i Catalogue of Life.